# Greg McGee
Greg McGee (ur. 1950 w Oamaru) – nowozelandzki pisarz, dramaturg, scenarzysta i producent filmowy. W młodości grał w rugby w drużynie narodowej Junior All Blacks. Uczył się w Waitaki Boys High School, a następnie studiował na University of Otago, który ukończył w 1972 z wykształceniem prawniczym. Pod pseudonimem Alix Bosco napisał dwie powieści kryminalne.

## Działalność literacka
Początki twórczości dramatycznej McGee związane są z udziałem w warsztatach dramaturgicznych realizowanych przez organizację Playmarket, która miała na celu promować dramaturgów i ich twórczość. Wybrane, nowe i oryginalne scenariusze były testowane przez aktorów i reżyserów pracujących razem z dramatopisarzem, któremu towarzyszył dramaturg, specjalizujący się w opracowywaniu spektakli. Warsztaty te miały duży wpływ na rozwój sztuk teatralnych i dramaturgów w Nowej Zelandii i właśnie tam pierwszy raz McGee zaprezentował scenariusz sztuki „Foreskin’s Lament”. Wystawiona dla szerszej publiczności, w 1981 w Circa Theatre, odniosła ogromny sukces. Osadzone w środowisku graczy rugby dzieło, raz na zawsze obaliło egalitarny mit – potwierdziło różnice klasowe w Nowej Zelandii i obnażyło bezwstydnie gorsze traktowanie społeczności maoryskiej w latach 70. Za pomocą języka i postawy środowiska graczy rugby ukazał nadużycia wobec mniejszości, w szczególności kobiet, obcokrajowców i homoseksualistów.

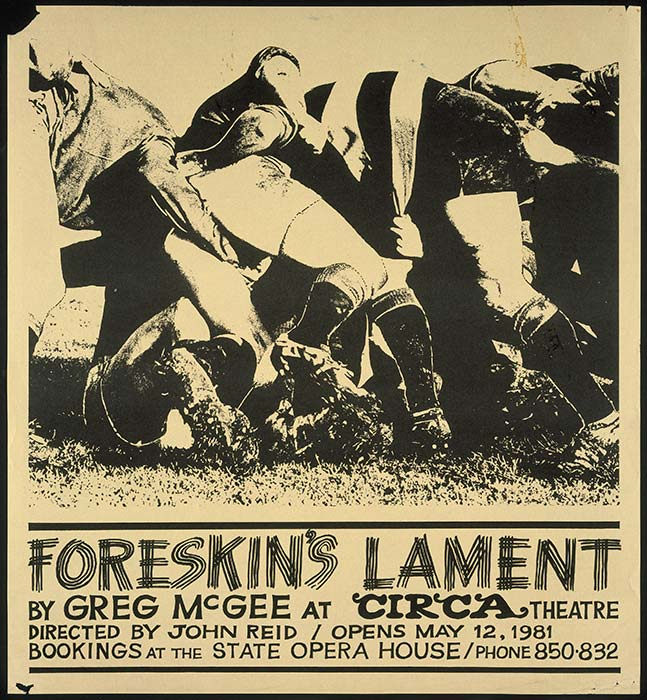
Afisz sztuki "Foreskin's Lament", 1981

Kolejna,  wystawiona w 1983 „Tooth and Claw”, opierała się na jego kwalifikacjach prawnych, a kancelaria prawnicza posłużyła do ukazania w metaforycznym świetle społeczeństwa. W budzący niepokój sposób ukazuje, że prawnicy i inni, jak gracze rugby, mogą łamać zasady i wykorzystywać swoją pozycję, gdy im to odpowiada.
Wszystkie sztuki sceniczne McGee koncentrują się na utracie zbiorowych wartości i indywidualnego altruizmu w coraz bardziej materialistycznym i samolubnym społeczeństwie. Ich dramaturgiczna siła polega na świetnych dialogach, wypełnionych humorem i ironią, która rozluźnia publiczność a wtedy pojawiają się gorzkie paradoksy i bóle społeczne. Liberalni bohaterowie McGee stoją w obliczu tego samego dręczącego dylematu, ponieważ sympatia do ugruntowanych struktur, jak świat rugby czy prawo, wprowadza w błąd krytykę społeczną.
W 2009 roku jego kariera przybrała nieoczekiwany obrót, gdy pod kobiecym pseudonimem Alix Bosco wydał powieść „Cut and Run” stając się enigmatycznym pisarzem kryminalnym i zwycięzcą prestiżowej nagrody Ngaio Marsh Award. Po wydaniu drugiej powieści „Slaughter Falls”, gdy uwaga mediów coraz bardziej skupiała się nad tajemniczą pisarką, postanowił ujawnić prawdziwą tożsamość autora i zrezygnować z wydawania pod tym pseudonimem.
W 2012 napisał bestsellerową biografię „Richie McCaw: The Open Side”, nowozelandzkiego rugbysta, kapitana reprezentacji All Blacks, z którą zdobył Puchar Świata w Rugby 2011. W tym samym roku ukazała się jego pierwsza powieść „Love And Money”, opublikowana pod własnym nazwiskiem.
W 2013 McGee został laureatem Katherine Mansfield Menton Fellowship, od 1970 jednego z najbardziej pożądanych i prestiżowych stypendiów literackich w Nowej Zelanadii.
Kolejna powieść wydana pod własnym nazwiskiem „The Antipodeans”, została opublikowana w 2015 roku przez Upstart Press.

## Działalność telewizyjna i filmowa
Społeczno-polityczne niepokoje McGee sprawiły, że zaangażował się w twórczość dla telewizji i filmu, aby dotrzeć do szerszej publiczności. W latach 1991 i 2007 skupił się głównie na pisaniu scenariuszy filmowych. Za swoją telewizyjną twórczość zdobył wiele nagród, w tym nagrodę dla najlepszego dramaturga za dwa dramaty polityczne: „Erebus: The Aftermath” (1987), która badała sądowe śledztwo w sprawie katastrofy lotniczej nowozelandzkiego samolotu McDonnell Douglas DC-10-30 i „Fallout” (1994) miniserial o współpracy Nowej Zelandii, w ramach paktu antyatomowego ANZUS, ze Stanami Zjednoczonymi i politycznych implikacji dla laburzystowskiego rządu Davida Lange'a.
Razem z Deanem Parkerem był współscenarzystą filmu „Old Scores”, w reżyserii Alana Claytona, wielokrotnie nagradzanego m.in.: BAFTA Awards i New Zealand Film and TV Awards.
W 2003 McGee napisał scenariusz do filmu „Skin and Bone”, który jest zaktualizowaną wersją sztuki „Foreskin’s Lament”. Osadzony w  środowisku graczy rugby odzwierciedla zmieniające się, społeczne i sportowe, realia. 

## Twórczość

### Sztuki teatralne
- Foreskin’s Lament (wystawiona 1980)
- Tooth and Claw (wystawiona 1983)
- Out in the Cold (wystawiona 1983)
- Whitemen (wystawiona 1988)
- This Train I’m On (wystawiona 1999)
- Me & Robert McKee (wystawiona 2010)

### Powieści
- Love And Money (2012)
- The Antipodeans (2015)

### Scenariusze telewizyjne i filmowe
- Loose Enz (1982)
- Free Enterprise (1982)
- Mortimer's Patch (1984)
- Roche (1985)
- Erebus: The Aftermath (1988)
- Betty's Bunch (1990)
- Old Scores (1991)
- Gold (1991)
- Fallout (1994)
- Mysterious Island (1995)
- Via Satellite (1998)
- Greenstone (1999)
- Crooked Earth (2001)
- Hard Out (2003)
- Street Legal (2001–2003)
- Skin & Bone (2003)
- Doves of War (2006)
- Orange Roughies (2006)
- Hillary (2016)
- The Brokenwood Mysteries (2015-2017)[11][12][13]

### Powieści kryminalne wydane jako Alix Bosco
- Cut and Run (2009)
- Slaughter Falls (2010)